# Битва при Транкозу
Битва при Транкозу (порт. Batalha de Trancoso) — сражение, произошедшее 29 мая 1385 года между Португалией и Кастилией, в период Португальского междуцарствия.
Вслед за коронацией Жуана Ависского, Хуан I Кастильский послал армию в португальскую провинцию Бейра в отместку за неповиновение португальцев. Город Визеу был разграблен и сожжён, но, когда кастильцы возвращались с добычей и множеством пленных назад в Кастилию, их встретила португальская армия, которая, спешившись, приняла оборонительный боевой порядок. Кастильцы вымотали свои силы в атаке и в итоге были разбиты наголову, понеся очень высокие потери среди рядового состава. Также было убито шесть из семи командиров. Португальцы освободили всех взятых кастильцами в плен и вернули всё награбленное в городах добро.